# آن ميدلتون
آن ميدلتون (بالإنجليزية: Anne Middleton)‏ هي مختصة في الدراسات القروسطية ‏ أمريكية، ولدت في 18 يونيو 1940، وتوفيت في 23 نوفمبر 2016 في بيركيلي في الولايات المتحدة.